# Saint-Loup (Rhône)
Saint-Loup ist eine Commune déléguée in der französischen Gemeinde Vindry-sur-Turdine mit 1.129 Einwohnern (Stand 1. Januar 2022) im Département Rhône in der Region Auvergne-Rhône-Alpes. Die Bewohner nennen sich Saint-Loupiens oder Saint-Loupiennes.

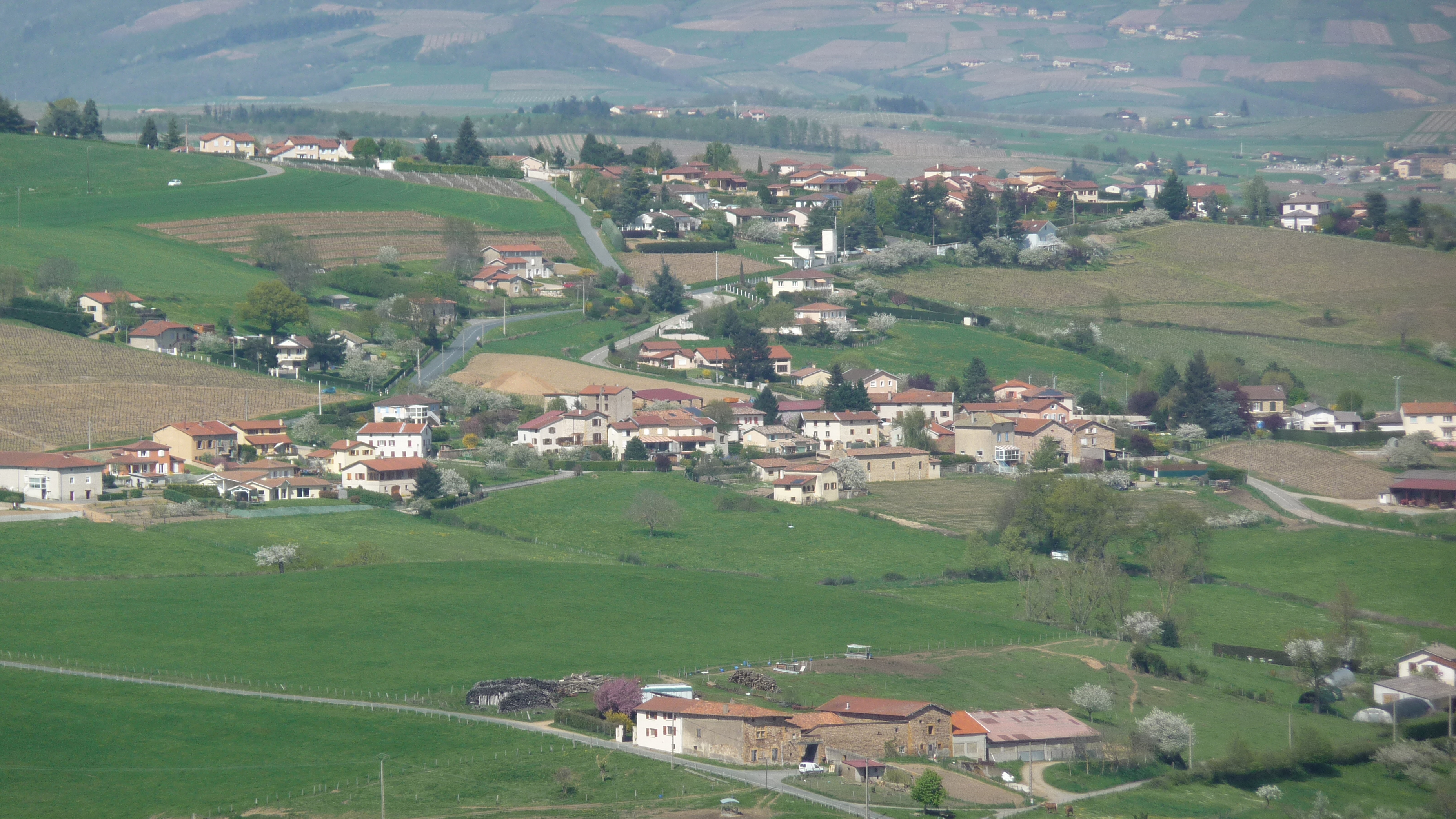
Ortsteil Vindry

Die Gemeinde Saint-Loup wurde am 1. Januar 2019 mit Dareizé, Les Olmes und Pontcharra-sur-Turdine zur Commune nouvelle Vindry-sur-Turdine zusammengeschlossen. Sie hat seither den Status einer Commune déléguée. Die Gemeinde Saint-Loup gehörte zum Kanton Tarare im Arrondissement Villefranche-sur-Saône. Sie grenzte im Nordwesten an Saint-Clément-sur-Valsonne (Berührungspunkt), im Norden an Dareizé, im Nordosten an Saint-Vérand, im Osten an Sarcey, im Südosten an Les Olmes, im Süden an Pontcharra-sur-Turdine, im Südwesten an Saint-Forgeux und im Westen an Tarare.

## Bevölkerungsentwicklung
| Jahr      | 1962 | 1968 | 1975 | 1982 | 1990 | 1999 | 2008 | 2014  |
| --------- | ---- | ---- | ---- | ---- | ---- | ---- | ---- | ----- |
| Einwohner | 374  | 385  | 494  | 716  | 807  | 864  | 975  | 1.010 |